# Портрет невідомого з медаллю Козімо Медічі Старшого
«Портрет невідомого з медаллю Козімо Медічі Старшого» — (італ. Ritratto d'uomo con medaglia di Cosimo il Vecchio)картина італійського художника  Сандро Боттічеллі (1445—1510).
Дослідники відносять портрет до 1475 року. Якщо це так, то він створений нестарим ще майстром. Ранній період перебування картини залишається невідомим, а це майже 200 років. Невідомо, хто замовив портрет чи замовний він взагалі. Боттічеллі отримав добру художню освіту, підсилену природною обдарованістю. Навіть першим творам художника (Алегорія сили, янголи на картинах з мадоннами) притаманні точність і портретність. Низка портретів створена художником і в релігійній картині « Поклонніння волхвів», де він подав декількох представників родини Медічі, що вшановують Богородицю з немовлям. Брався Боттічеллі і за створення суто портретів.
Юнак на портреті з медаллю — фактично погруддя з руками. Боттічеллі один з перших почав малювати руки як ще один засіб характеристики портретованих. Оживкою темного одягу юнака став лише червоний капелюшок. В руках — відома музейникам медаль з зображенням Козімо Медічі Старшого, хитрого політика, флорентійського тирана — фактичного володаря міста Флоренція. Він довго приховував власну тиранічну владу, маскуючи її республіканськими формами правління, досить популярними на той час у столиці Тоскани. Але городяни постійно відчували залізні руки банкіра-володаря, що посилював податки і зробив бідними більшість городян. Молодик тримає медаль з профілем Козімо Медічі Старшого чи то як демонстрацію своєї прихильності, чи то як знак якоїсь приналежності до вельможної родини Медічі. Сандро добре знав зразок медалі і створив її імітацію з гіпсу. Імітацію закріпили в заглибину дошки, а гіпсову поверхню визолотили. Це єдина об'ємна деталь плаского твору. Інших подібних зразків — невідомо.
Жодні зусилля розпізнати особу юнака не дали успіху. Нічого не знайдено і в джерелах за відповідний період. За припущеннями — це може бути родич Медічі або брат художника, що мав відношення до ювелірної справи. Безсилля дослідників обумовило гірку думку, що портрет невідомого з медаллю така ж невирішальна загадка, як і точне розпізнання особи, відомої як Мона Ліза Джоконда в музеї Лувр.